# Société normande de peinture moderne
La Société normande de peinture moderne est un collectif d'éminents peintres, sculpteurs, poètes, musiciens et critiques associés au postimpressionnisme, au fauvisme, au cubisme et à l'orphisme rassemblant un groupe diversifié d'artistes d'avant-garde ; en partie un sous-groupe du mouvement cubiste, évoluant aux côtés du groupe dit Salon cubiste, d'abord indépendamment puis en tandem avec le noyau de cubistes qui a émergé au Salon d'Automne et au Salon des Indépendants entre 1909 et 1911 (c'est-à-dire Albert Gleizes, Jean Metzinger, Fernand Léger, Robert Delaunay et Henri Le Fauconnier). Historiquement, les deux groupes ont fusionné en 1912, à l'exposition de la Section d'Or, mais des documents de la période antérieure à 1912 indiquent que la fusion s'est produite plus tôt et de manière plus alambiquée.
En 1907, après sa participation au Salon des artistes rouennais dont l'esprit conventionnel le déçoit, Pierre Dumont initie la création du Groupe des XXX, regroupant trente artistes indépendants dont, outre son ami Robert Pinchon, Henri Matisse, André Derain, Maurice de Vlaminck, Raoul Dufy, Gaston Prunier, Eugène Tirvert, Georges Bradberry, Charles Frechon, Maurice Louvrier et Tristan Klingsor. Après son exposition à la galerie Legrip à Rouen (1907), le groupe se revendiquant d'avant-garde prend en 1908 le nom de Société normande de peinture moderne. 
C'est en 1909 que Pierre Dumont aborde le thème de la cathédrale de Rouen, « y apportant souvent les vigoureuses schématisations du fauvisme, son admiration pour Jacques Villon le poussant en 1912 à explorer le cubisme ». 1912 est précisément le temps où Pierre Dumont crée à Rouen une revue intitulée La Section d'or qui, bien qu'éphémère, reçoit des contributions de Paul Reverdy, André Warnod et Guillaume Apollinaire (ce dernier venant dans ce cadre prononcer à Rouen le dimanche 23 juin 1912 une conférence intitulée Le sublime moderne) et favorise le rapprochement par Dumont du groupe éponyme parisien : à l'exposition de La Section d'Or organisée en octobre 1912 à Paris par Jacques Villon, Pierre Dumont accroche trois toiles.

## Membres notables

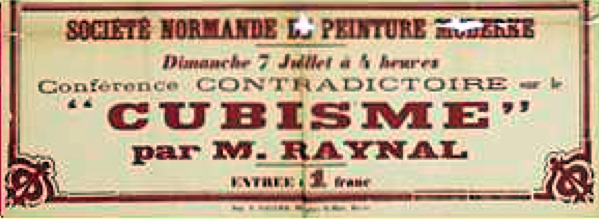
Conférence de Maurice Raynal sur le Cubisme à Rouen en 1912

- August Agero
- Guillaume Apollinaire
- Alexander Archipenko
- André Bacqué
- Alcide Le Beau
- Albertine Bernouard
- René Blum
- Jean-Louis Boussingault
- Georges Braque
- Gaston de Bray
- Joseph Csaky
- Joseph Delattre
- Henri de Saint-Delis
- André Derain
- Georges Ribemont-Dessaignes
- Richard Desvallières
- Marcel Duchamp
- Suzanne Duchamp
- Raymond Duchamp-Villon
- Pierre Dumont
- André Dunoyer de Segonzac
- Pierre Hodé
- Henri Le Fauconnier
- Élie Faure
- Roger de La Fresnaye
- Othon Friesz
- Jean-Louis Gampert
- Pierre Girieud
- Albert Gleizes
- Gaston Gosselin
- Juan Gris
- Armand Guillaumin
- František Kupka
- Marie Laurencin
- Fernand Léger
- André Lhote
- Camille Lieucy
- Alfred Lombard
- Robert Lotiron
- Maurice Louvrier
- Maximilien Luce
- Jean Marchand
- André Mare
- Maurice Marinot
- Albert Marquet
- Henri Matisse
- Jean Metzinger
- Luc-Albert Moreau
- Elie Nadelman
- Bernard Naudin
- Francis Picabia
- Robert Antoine Pinchon
- Pol Pitt
- Maurice Princet
- Maurice Raynal
- Georges Ribemont-Dessaignes
- Jeanne Rij-Rousseau
- Jean Texcier
- Eugène Tirvert
- Tobeen
- Maurice Utrillo
- Henry Valensi
- Paul Vera
- André Alexandre Verdilhan
- Louis Mathieu Verdilhan
- Jacques Villon
- Maurice de Vlaminck
- Eugène Zak